# Filles des Sacrés Cœurs de Jésus et de Marie (Institut Ravasco)
Ne doit pas être confondu avec Filles des Sacrés Cœurs de Jésus et de Marie.
Les filles des Sacrés Cœurs de Jésus et de Marie (en latin : Sororum Filiarum SS. Cordium Jesu et Mariae) souvent nommées Institut Ravasco sont une congrégation religieuse enseignante et hospitalière féminine de droit pontifical.

## Historique
La congrégation est fondée le 6 décembre 1868 à Gênes par Eugènie Ravasco (1845-1900) avec l'aide du père Salvatore Magnasco (it) dans le but d'éduquer et de protéger les jeunes. Les premières constitutions religieuses de l'institut sont rédigées avec l'aide du jésuite Luigi Persoglio (it). Le 12 janvier 1882, Magnasco, devenu archevêque de Gênes, érige les filles des Sacrés Cœurs en congrégation de droit diocésain et approuve leurs constitutions. Les dix-huit premières sœurs font leur première profession religieuse le 4 octobre 1884. 
Les filles des Sacrés Cœurs se répandent rapidement en Ligurie (la première filiale est ouverte à Levanto en 1887) et en 1905, le pape Pie X les invite à s'installer à Rome pour collaborer à la protection des jeunes. L'institut obtient le décret de louange le 23 novembre 1907 ; ses constitutions sont approuvées par le Saint-Siège le 6 août 1909 puis de nouveau le 28 février 1920 après révision de celles-ci. 

## Activités et diffusion
Les filles des Sacrés Cœurs se consacrent à l'enseignement des jeunes dans des écoles de différents niveaux et à l'assistance aux malades et aux personnes âgées ; Elles gèrent les foyers universitaires et maisons de travailleurs et collaborent à la pastorale des paroisses à travers l'animation liturgique et l'enseignement du catéchisme.
Elles sont présentes en : 
- Europe : Italie, Albanie, Suisse.
- Amérique : Argentine, Bolivie, Brésil, Chili, Colombie, Mexique, Paraguay, Venezuela.
- Afrique : Côte d'Ivoire.
- Asie : Philippines.

La maison généralice est à Rome.
En 2017, la congrégation comptait 369 sœurs dans 70 maisons.